# 김단야
김단야(金丹冶, 1899년 1월 16일 ~ 1938년 2월 13일)는 한말의 독립운동가이며, 일제강점기 해외에서 주로 활동했던 사회주의계열의 독립운동가·언론인이다. 2005년 대한민국의 독립유공자로 복권되었다. 본명은 김태연(金泰淵)이다.

## 생애

### 유년시절
김단야는 1899년 1월 16일 경상북도 김천에서 중농의 아들로 태어났다. 그의 출생 연대에 대한 것은 1899년생 설과 1900년, 1901년생 설이 각각 존재한다. 한편 러시아 측 자료에 의하면 그는 1901년생이라 한다. 그의 가계에 대한 것은 알려진 바 없고, 다만 아버지가 한때 한의사로 가세를 일으켰다 한다. 그러나 아버지는 한의사였지만 1910년 일제가 조선을 강점한 뒤부터 한의사 자격을 빼앗겨 농민이 되었다고 한다. 김단야는 예닐곱 살에 서당에서 2년 동안 한문을 배웠다고 한다. 1914년 보통학교를 마칠 때까지 여느 아이와 다름없는 평범한 생활을 지냈다고 한다.

### 청년시절

#### 독립운동 투신
1915년 개신교(장로교)학교인 대구 계성학교에 입학하면서 조금씩 새로운 의식에 눈뜨며 ‘식민지 아들’로서 ‘이유 있는 저항’을 시작했다. 그는 장로교 선교사였던 미국인 교장과 일삼아 조선학생을 때리던 일본 선생의에 반대하는 동맹휴학에 앞장섰다가 1916년 12월 퇴학 당했다. 개신교 신자들이었던 가족들은 개신교 선교사를 반대하는 동맹휴학으로 김단야가 제적되었다는 사실에 큰 충격을 받았다고 한다. 그동안 학비를 대주었던 가족들은 앞으로 학비를 대주지 않겠다고 딱잘라 말했다고 한다. 이에 김단야는 1917년 1월, 어머니한테만 살짝 귀띔하여 조그만 여비를 받아 들고 일본 도쿄로 떠났다. 도쿄의 세이고쿠(正則) 영어학교 다니면서 야간 수업료를 마련하려고 우유배달부, 신문팔이, 사탕팔이 등을 하면서 지냈다고 한다. 1917년 8월 아버지로부터 '학비를 지원해줄테니 돌아오라.'는 편지를 받아 김단야는 곧 조선으로 돌아왔고, 그 해 9월에 경성부의 배재학교에 입학했다.

### 독립운동

#### 1920년대 활동
일찍부터 학생 운동에 뜻을 두면서 배재학교 재학 중 3·1 운동에 참가하였고 3월말 고향 경북 김천에서 만세시위를 주도하다 체포되어 대구지방법원 김천지회에서 태형 90대를 언도 받았다. 그 뒤 비밀결사 ‘적성단(赤星團)’ 활동을 했으며 경찰의 추적을 피해 12월에 중국 상하이로 망명했다. 상하이 망명하면서 거기서 박헌영과 임원근을 만나게 되었고, 이들은 삼인당(三人黨)이라 불리면서 같이 활동하게 된다. 상하이 활동 무대를 옮긴 뒤 이르쿠츠크파 고려공산청년회의 간부로 활동했다. '화요파 트로이카', '화요 3인조'로 불리던 박헌영, 임원근과는 고려공산청년회와 화요회, 신흥청년동맹에서 함께 활동한, 가까운 동지 사이였다.
1922년 1월 모스크바에서 원동인민대표자대회가 열렸을 때, 이정 박헌영, 몽양 여운형, 김규식, 이동휘 등과 함께 회의에 참석하였다. 여운형, 김규식, 박헌영 등과 몽골까지 자동차로, 몽골에서는 마차와 열차로 소비에트 연방의 모스크바에 도착했다. 이 대회가 끝나고 2월 20일 그의 삶에 가장 감명을 준 레닌과 회견하게 된다. 그는‘극동청년대회’에 참석한 각국 대표 17명과 함께 레닌을 만났고, 이 짧은 만남은 그가 사회주의 사상을 확고히 한 계기가 되었다.
이후 코민테른의 지시에 따라 모스크바와 상하이, 국내를 오가면서 활동했는데 1922년 4월에 고려공청 중앙총국을 국내로 옮기려고 입국하다가 박헌영, 임원근과 함께 신의주에서 체포되어 신의주지법에서 징역 1년 6월을 선고받는다.

##### 조선일보 기자 재직시절
1924년 1월 출옥하여 고향 경북 김천에서 요양하다가 조선일보 기자로 취직했다. 조선일보에 '레닌 회견인상기' 기사등을 싣는 등 기자 생활을 하면서도 박헌영, 임원근과 함께 비밀리에 ‘화요파’에 가담하여 활발하게 사회운동을 했다. 여러 활동 가운데 그가 힘을 쏟은 것은 1925년 4월 18일에 닻을 올린 ‘고려공산청년회’였다. 이 공청에서 박헌영은 책임비서였고 김단야는 ‘조사부’를 맡았으며, 주세죽은 ‘후보위원’이었다.
김단야는 조선일보 기자 재직하면서 기사 글쓰는 솜씨는 뛰어난데다 밝은 성격에 재치가 넘쳐 동료 기자들에게 인기가 좋았다. 그러나, 퇴근 후 동료들과 어울려 다니는 일은 거의 없었다고 한다.
그러나 1925년 9월 초, 서울청년회 계열 출신으로 조선일보 논설위원 활동하는 신일용(辛日鎔)이 '필화 사건'을 일으켜 조선총독부 당국이 조선일보사에 압력을 넣게 되면서 조선일보는 9월 8일자로 정간되었고 윤전기까지 압수되었다. 윤전기를 쥔 총독부는 진보적인 신문기자들을 해고시키지 않으면 신문을 내지 못하게 하겠다고 협박했다. 그런데 역설적인 것은 조선총독부의 진보적인 신문기자들에 대한 해고압력에 정면으로 반발하고 나선것은 조선일보내 보수적인 기자들이었다. 보수적인 기자들은 사회주의 단체인 북풍회 소속 기자들과 연대해 총독부의 요구를 거부하고 싸우자고 주장했다. 그러나 진보적 성향의 홍증식기자를 중심으로 한 화요회계열 기자들은 총독부의 요구를 수용하게 된다.
10월 15일 조선일보는 총독부의 압력에 의해 17명의 기자를 해직시켰는데, 이 가운데 김단야를 포함해서 동료인 박헌영, 임원근도 해직당했다.

#### 6.10 만세운동 활동과 1930년대 활동

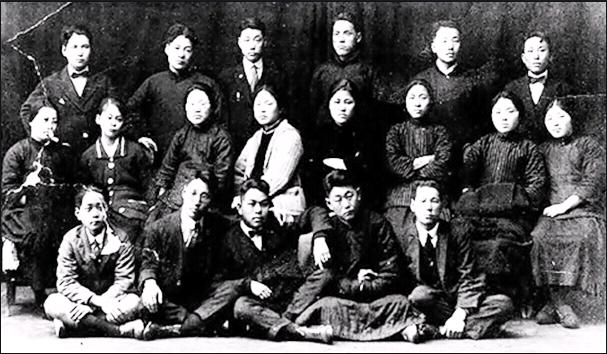
1929년 모스크바 국제레닌학교 재학 중. 앞줄 왼쪽에서 두 번째부터 김단야, 박헌영, 양명이 나란히 앉아 있다., 두 번째 줄 왼쪽에서 첫번째가 주세죽이다.

1925년 10월 조선일보에서 해직된 뒤 ‘제1차 조선공산당 검거사건’을 피하고 코민테른 집행위원회 동양비서부와 연락하기 위해서 1925년 12월에 두 번째로 상하이로 망명했다. 상하이로 망명한 김단야는 1926년 1월부터 7월까지 조선공산당 기관지 <불꽃(火花)> 주필이 되었다. 또한 조선공산당 ‘해외부’ 설립에 참여했으며 국내 공산당의 재정을 조달하면서 조선공산당 재건 운동을 벌였다. 상하이에서 기관지《콤뮤니스트》를 발행했고 국내에서 1926년 4월, 순종 사망소식을 듣고 격문을 만들어 국내로 보내면서 6·10 만세운동에 깊이 관여하였고 노동자 파업 운동을 주동했다. 1929년에는 모스크바에서는 국제레닌학교를 졸업하고 그 해 7월 블라디보스토크에서 조두원등과 함께 코민테른의 '12월 테제'에 근거하여 당재건운동을 전개할 것을 협의하고, 같이 국내로 들어왔다. 11월 박민영·권오직 등과 함께 '조선공산당재건조직준비위원회'를 조직하고, 조직부를 담당했다. 그러나 1930년 2월 일제 경찰의 검거령이 내려지자, 검거망을 피해 국내를 떠나 모스크바로 갔다가 9월에 중국 상하이로 활동무대 옮기면서 잡지《콤뮤니스트》를 발간하면서 반제국주의 운동 활동을 하였다. 이듬해 1932년, 일제 밀정으로부터 밀고받은 일제 경찰에 검거령이 내려졌다. 상하이에서 같이 활동하던 동료 박헌영은 끝내 일제 경찰에 잡혔고 그가 시간을 끄는 사이에 김단야와 주세죽은 도망쳤다.
그 후 김단야는 주세죽과 소련으로 망명하였고, 1934년 동방노력자공산대학에서 한국인 유학생을 관리하는 직책을 맡았다. 그 해 김단야는 동지인 박헌영이 살아 있다는 사실을 알면서도, 박헌영이 죽은 줄로만 알던 박현영의 부인 주세죽에게 박헌영이 살아 있다는 사실을 숨긴 채 주세죽과 세 번째로 결혼했다. 김단야에게는 고향에 본처가 있었고 두 번째 부인은 같은 운동가였던 고명자이다.

### 최후
1937년에 접어들면서 김단야는 당재건운동에 뛰어들 기회를 다시 맞게 되는데 코민테른이 김단야를 조선에 파견하여 ‘당사업’에 나서게 할 계획을 가지고 있었다. 그런데 이무렵 갑자기 소련 정보기관에서 “우리가 갖고 있는 정보자료에 따르면 당사업을 위해 그를 조선에 파견하는 것은 권고할 만한 일이 아니다” 라고 김단야에게 통보한다. 그리고 1937년 11월 5일, 소련 내무인민부는 김단야를 느닷없이 체포해 버렸다.
그를 '간첩'이라고 소련 정보기관에 투서한 인물은 '김춘성'이란 가명의 조선인이었다. 김춘성은 조선공산당 간부 김철수가 만든 조선공산당 제3차 집행부의 일원이던 제주도 출신 이성태라고 추측되고 있다. 그 투서에는 김단야뿐만 아닌 박헌영, 조봉암, 김찬, 김한 등 당대 공산주의 최고 지도자들이 모조리 일제의 간첩이라고 매도당했었던 때였다.
한편, 소련 정보기관에 체포당한 김단야는 '조선공산당 재건운동가'에서 ‘일제의 밀정’으로 내몰렸다. 이어 변호사도 반론권도 없이 소련 최고 인민 재판소 군사법정에서 재판이 진행되었고, 소련 인민재판소는 김단야에게 “일제 첩보기관의 밀정이며 반혁명폭동과 반혁명테러활동을 목적으로 한 조직의 지도자로서 1급 범죄자”라는 판결을 내렸다. 김단야는 어떤 변호도 받지 못한 채 이듬해 1938년 2월 13일에 처형당했다.

## 사후
2005년 국가보훈처에 의해 대한민국 건국훈장 독립장을 추서 받음으로서 독립운동가로 인정 받았다.

## 기타
가는 몸매에 큰 키의 체격이었다고 한다. 성격도 사교성이 풍부해 외향적인 성격이었다고 한다.

## 같이 보기
- 6·10 만세운동
- 조선공산당
- 고려공청
- 조선일보
- 박헌영
- 주세죽
- 임원근
- 고명자
- 김약수

## 참고자료
- 김태연 : 독립유공자 공훈록 - 국가보훈처
- 《해방》 김단야(金丹冶), 기억 저 편에서 드높고 허망한 (제2호)
- 임경석 (2004년 4월 15일). 《이정 박헌영 일대기》. 서울: 역사비평사. ISBN 8976968018.
- 안재성 (2009년 8월 20일). 《박헌영 평전》. 서울: 실천문학사. ISBN 9788939206205.
- 붉은 광장에 떨어진 붉은 꽃, 김단야
- <<진보평론 제4호>>, 2000년 여름.